# Screem Writers Guild
Screem Writers Guild je osmnácté studiové album finské rockové skupiny Lordi. Album vyšlo 31. března 2023. Jde o první album pod hudebním vydavatelstvím Atomic Fire Records. Jde také o první album, na kterém pracoval nový kytarista Kone po odchodu dlouholetého člena skupiny, Amena. 

## Seznam skladeb
| Pořadí         | Název                            | Délka |
| -------------- | -------------------------------- | ----- |
| 1.             | Dead Again Jayne                 | 4:33  |
| 2.             | SCG XVIII: Nosferuiz Horror Show | 1:04  |
| 3.             | Unliving Picture Show            | 3:47  |
| 4.             | Inhumanoid                       | 3:43  |
| 5.             | Thing in the Cage                | 5:13  |
| 6.             | Vampyro Fang Club                | 4:15  |
| 7.             | The Bride                        | 4:08  |
| 8.             | Lucyfer Prime Evil               | 4:48  |
| 9.             | Scarecrow                        | 3:57  |
| 10.            | Lycantropical Island             | 3:50  |
| 11.            | In the Castle of Dracoolove      | 4:40  |
| 12.            | The SCG Awards                   | 1:40  |
| 13.            | Heavengeance                     | 4:13  |
| 14.            | End Credits                      | 5:15  |
| Celková délka: | Celková délka:                   | 55:06 |

## Sestava
- Mr Lordi – zpěv
- Hella – klávesy
- Mana – bicí
- Hiisi – basová kytara
- Kone – kytara